# Banks Lake South
Banks Lake South é uma Região censo-designada localizada no estado norte-americano de Washington, no Condado de Grant.

## Demografia
Segundo o censo norte-americano de 2000, a sua população era de 160 habitantes.

## Geografia
De acordo com o United States Census Bureau tem uma área de 
7,5 km², dos quais 6,3 km² cobertos por terra e 1,2 km² cobertos por água.

## Localidades na vizinhança
O diagrama seguinte representa as localidades num raio de 32 km ao redor de Banks Lake South. 